# نقص حمض يوريك الدم
نقص حمض يوريك الدم (بالإنجليزية: Hypouricemia) هو وجود حمض اليوريك في مصل الدم بمستوى أقل من الطبيعي. في البشر، يكون المعدل الطبيعي لحمض اليوريك في الدم لديه عتبة أقل تقع في نطاق من 2 ملغ / ديسيلتر إلى 4 ملغ / ديسيلتر، في حين أن العتبة العليا هي 530 ميكرومول / لتر (6 ملغ / ديسيلتر) للنساء، و619 ميكرومول / لتر (7 مغ / ديسيلتر) للرجال. نقص حمض اليوريك في الدم هو عادة أمر بسيط، ولكن أحيانا يكون علامة على حالة مرضية.

## الأسباب
نقص حمض يوريك الدم ليس حالة طبية في حد ذاته (أي أنه حميد)، ولكنه علامة طبية مفيدة. وعادة ما يكون نقص حمض اليوريك في الدم بسبب الأدوية، والمواد السامة، وأحيانا يكون بسبب النظام الغذائي أو يكون السبب وراثياً، ونادرا ما يرجع نقص حمض يوريك الدم إلى حالة مرضية كامنة. وإذا وُجِدت واحدة من هذه الحالات المرضية السببية، يكون نقص حمض اليوريك في الدم علامة شائعة.

### أدوية
الغالبية العظمى من الأدوية التي تساهم في نقص حمض يوريك الدم هي محفزات بيلة حمض اليوريك (الأدوية التي تزيد من إفراز حمض اليوريك من الدم في البول). وهناك أدوية أخرى تقلل من إنتاج حمض اليوريك، مثل: مثبطات أكسيداز الزانتين، وأوكسيداز اليورات (راسبوريكاز)، وسيفيلامير.

### النظام الغذائي
نقص حمض اليوريك في الدم هو أمر شائع في النباتيين بسبب انخفاض محتوى البيورين من معظم النظم الغذائية النباتية. وقد وُجِد أن اتباع نظام غذائي نباتي يؤدي إلى انخفاض متوسط قيم حمض اليوريك في الدم، حيث تصل إلى 239 ميكرومول / لتر (2.7 ملغ / دل). في حين أنه يُنظر إلى النظام الغذائي النباتي عادة على أنه مفيد فيما يتعلق ببعض الظروف مثل النقرس، إلا أنه ينبغي توخي الحذر لتجنب الظروف الصحية المرتبطة بنقصه.
يحدث نقص حمض يوريك الدم مؤقتاً في بعض الأحيان عن طريق التغذية الوريدية الكُلية. ومن المفارقات أن التغذية الوريدية قد تُنتج نقص حمض يوريك الدم، يليه حدوث نقرس حاد بفترة قصيرة، وهي حالة ترتبط عادة بفرط حمض يوريك الدم. وأسباب ذلك غير واضحة.

### وراثياً
يوجد نوعان من الطفرات الجينية المعروفة بأنها تسبب نقص حمض يوريك الدم: طفرات تسبب نقص أوكسيداز الزانثين، مما يقلل إنتاج حمض اليوريك. وطفرات تجعل وظيفة الكلى غير طبيعية، مما يزيد من إفراز حمض اليوريك. ويعرف هذا النوع الأخير من الطفرات إجمالا باسم نقص حمض يوريك الدم الكلوي العائلي، ويتضمن عيوب قبل وبعد إعادة الامتصاص.
وهناك طفرة جينية في الكلاب الدلماسية تسبب نقص حمض يوريك الدم بسبب خلل في الكلى يتداخل مع إعادة امتصاص حمض اليوريك. وقد تم الإبلاغ عن طفرة مماثلة في أخ واخت من البشر.
في البشر، ترتبط طفرات فقدان الوظيفة في جين SLC22A12 مع عيوب إعادة الامتصاص قبل الإفراز.

### حالات مرضية
هناك حالات مرضية قد تسبب نقص حمض يوريك الدم، وتشمل:
- متلازمة فانكوني
- فرط الدرقية
- تصلب متعدد[13]
- ورم نخاعي متعدد
- التهاب الكلى
- داء ويلسون

## الانتشار
في إحدى الدراسات، وُجِد نقص في حمض يوريك الدم في 4.8٪ من النساء في المستشفيات، وفي 6.5٪ من الرجال في المستشفى. (كان تعريف نقص حمض يوريك الدم هو انخفاضه عن 0.14 مللي مول ل-1 للنساء، وعن 0.20 مللي مول ل-1 في الرجال).

## التشخيص
ينبغي أيضا أن يتم اختبار مقدار تصفية حمض اليوريك، حيث تدل الزيادة في مقدار التصفية على وجود خلل في النبيب القريب في الكلى، بينما وجود التصفية بمقدار طبيعي أو منخفض يدل على خلل في أوكسيداز الزانثين.

## العلاج
عادة لا يتطلب نقص حمض يوريك الدم مجهول السبب أي علاج. ولكن في بعض الحالات، يكون نقص حمض البول في الدم علامة طبية على وجود حالة مرضية كامنة تتطلب العلاج. على سبيل المثال، إذا كان نقص حمض البول في الدم يعكس إفراز حمض اليوريك في البول بكميات كبيرة مع وجود خطر تكون حصوات حمض اليوريك في الكلى، قد يتطلب فرط حمض اليوريك في البول العلاج.

### الأدوية والمكملات الغذائية التي قد تكون مفيدة
- إينوزيتول
- مضادات بيلة حمض اليوريك

## المضاعفات
على الرغم من أنه حميد عادة، إلا أن نقص حمض يوريك الدم مجهول السبب يمكن أن يزيد من خطر الفشل الكلوي الحاد الناجم عن ممارسة الرياضة.